# 連邦議会 (ミャンマー)
連邦議会（れんぽうぎかい、ビルマ語: ပြည်ထောင်စု လွှတ်တော်、Pyidaungsu Hluttaw）は、ミャンマーの立法府である。

## 歴史
ミャンマーでは1947年に最初の連邦議会（Union Parliament）が設置されたが、1962年にネ・ウィンのクーデターで廃止された。次いで、1974年にビルマ連邦社会主義共和国が発足すると人民議会が新たに設置されたが、1988年にクーデターが起きると国家平和発展評議会の統治下で事実上廃止状態となった。その後、2008年制定の憲法に基づいて2011年に連邦議会（Assembly of the Union）が設置された。
2021年2月1日にクーデターが発生し、ミンスエ大統領代行が1年間の非常事態宣言を発令した。これにより、立法権がミン・アウン・フライン国軍総司令官に移譲され連邦議会は停止した。2022年2月1日に半年間の非常事態宣言の延長が決定され、2022年8月1日には2度目の延長が決定された。憲法上は延期は2度までとされていたが、2023年2月1日には憲法裁判所より合憲とのお墨付きを得た上で3度目の半年間延長が発表された。

## 議会構成
2011年設置の連邦議会は二院制を採用し、上院にあたる民族代表院と、下院にあたる人民代表院で構成される。他国にない特徴として、全議席の1/4に相当する議員がミャンマー軍（国軍）の指名によって選出される点がある。

### 任期
5年。

### 定数
各々の議員定数の4分の1は、国軍司令官により指名される。
- 民族代表院：224人。うち56人が軍司令官による指名枠。
- 人民代表院：440人。うち110人が軍司令官による指名枠。

## 参考資料
- 総選挙の結果とミャンマー情勢[リンク切れ] - 国立国会図書館調査及び立法考査局